# Буратино
Буратино (на италиански: Burattino) е второстепенен персонаж от комедия дел арте. Думата на италиански означава дървена кукла.
Той е добър, сантиментален, но глуповат и безволев слуга, шут. Няма голяма популярност на сцената и се прехвърля в кукления театър, където става знаменитост. В края на XVI век всички марионетки са започнали да се наричат буратини. В съвременния италиански език буратино е кукла на конци с дървена глава, марионетка, управлявана от човек.
А. Н. Толстой пише приказката „Златното ключе или приключенията на Буратино“ (1923/24), с което популяризира Буратино в Русия. В историята Буратино се бори за правото си на труд в куклен театър.Той не желае да работи за капиталиста Карабас Барабас. Друг такъв популярен герой е Пинокио и понякога двамата се отъждествяват, макар да са различни в някои детайли.